# Quenumá
Quenumá es una localidad ubicada en el centro-extremo oeste de la provincia de Buenos Aires, Argentina, en el Partido de Salliqueló.

## Ubicación
Dista 550 km de la Ciudad de Buenos Aires, 290 km de Bahía Blanca, y 35 km al noroeste de Salliqueló (ciudad cabecera del Partido), por la Ruta Provincial 85. 

## Toponimia
Son varias las interpretaciones de Quenumá: "arenal", "tierra de cortaderas", "de este lado del corazón", y ésta fue la adoptada. 

## Población
Cuenta con 653 habitantes (Indec, 2010), lo que representa un descenso del 4,4% frente a los 683 habitantes (Indec, 2001) del censo anterior.
| Gráfica de evolución demográfica de Quenumá entre 1991 y 2010 |
|                                                               |
| Fuente de los Censos Nacionales del INDEC                     |

## Historia
- 1858, pérdida de estos territorios por parte de los indígenas
- 1876, victoria final del Ejército, por el Coronel Salvador Maldonado sobre el cacique Juan José Catriel en la batalla de Cura Malal
- mayo de 1909, el Ferrocarril del Sud, inaugura la "Estación ferroviaria Quenumá", 1º con transporte de pasajeros y 2º carga de hacienda y de cereales

## Instituciones
- Club Alumni
- Club Atlético Quenumá
- Jardín de Infantes 902
- Escuela N.º 3
- Anexo de la EET N.º 1
- Centro de Jubilados y Pensionados
- Biblioteca y Museo "Rincón de Historia"
- Cooperativa Eléctrica
- Asociación de Bomberos Voluntarios
- CEF (próximo a completar)

## Personalidades
- José María Calvo, exjugador del Club Atlético Boca Juniors.